# Kościół Najświętszej Rodziny w Szczecinie
Kościół Najświętszej Rodziny w Szczecinie – jeden z zabytkowych kościołów w Szczecinie. Mieści się w dzielnicy Płonia. Należy do dekanatu Szczecin-Dąbie archidiecezji szczecińsko-kamieńskiej.
Budowla została wzniesiona w dwóch etapach: wieża drewniana została wybudowana w XVIII stuleciu, szachulcowy korpus nawowy powstał w XIX wieku. Świątynia posiada konstrukcję słupowo – ramową. Jest to budowla salowa, w której prezbiterium nie jest oddzielone od nawy. Z boku przylega do korpusu nawowego kruchta. Ściany wieży pochylają się ku górze, przed wieżą jest umieszczony przedsionek. hełm wieży został wykonany z blachy. Na jego szczycie znajduje się iglica. Dach posiada jedną kalenicę. W środku znajduje się strop płaski z fasetą. Wyposażenie świątyni nie posiada wartości zabytkowej.